# Manuela Cañizares (Corredor Ecovía)
Colegio Manuela Cañizares es la vigésimo sexta parada correspondiente al sistema integrado de transporte Ecovía, inaugurada en el año 2001, ubicada en la Avenida 6 de Diciembre y Wilson en el sector de la Mariscal en cuyas cercanías destacan la reconocida Plaza Foch o Plaza el Quinde y  el Colegio Manuela Cañizares, entre otros sitios de interés. Su iconografía representa la silueta de Manuela Cañizares quien fue una heroína precursora de la independencia del actual Ecuador, en cuya casa se reunió el grupo de patriotas que, la madrugada del 10 de agosto de 1809, depusieron a las autoridades coloniales españolas e instalaron una Junta de Gobierno Autónoma. Siendo que su desempeño en dicho evento histórico no se redujo a ser la anfitriona de la reunión durante la noche previa a la asonada, sino que participó activamente de ella, alentando y, según testimonios, prácticamente obligando a los patriotas conjurados para que se decidiesen a dar el golpe revolucionario.